# 陳方安生

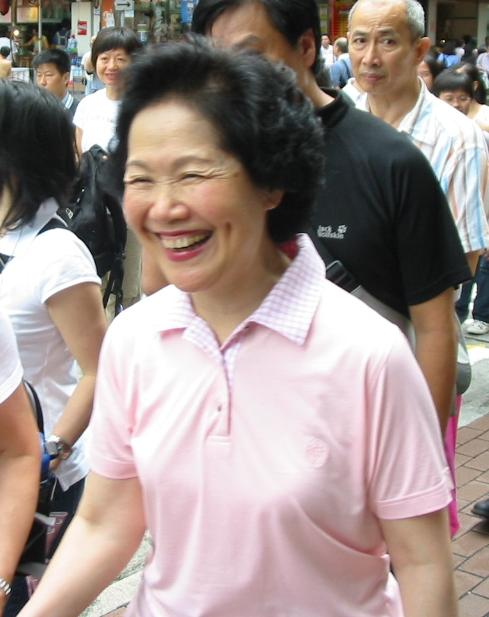
陳方安生

陳方安生（Anson Chan GBM GCMG JP、アンソン・チャン、1940年1月17日生）は、香港の元政務司司長である。本名、方安生。夫陳棣榮の姓である「陳」を名前に冠している。通称はアンソン・マリア・エリザベス・チャン・ファン・オン・サン（Anson Maria Elizabeth Chan Fang On Sang）。

## 略歴
上海系の名家（国民党の将軍、方振武の孫）の出身。1962年、香港大学英文学科を卒業(一級栄誉学士号を獲得)し、政務主任として香港政府に入った。大学卒業後の1963年、皇家香港輔助警察隊（香港警察）総監であった陳棣榮と結婚。
1993年、英領香港最後の総督クリストファー・パッテンにより華人として初めて布政司（現在の政務司司長に相当）に任命された。香港市民の間では、香港返還後の行政長官になることを望む声も高かったが、実現しなかった。香港返還後は、董建華行政長官のもとで政務司司長に就任した。
クリストファー・パッテン総督はその統治時代に優秀な女性官僚を局長クラス（日本の閣僚にあたる）や部長クラスに抜擢して、彼女を筆頭に女性の政府高官が目立ち始め、彼女たちは「手袋党」とよばれた（2006年にWHO事務局長に当選した陳馮富珍もその一人）。
しかし、董行政長官が自身の側近を独自に登用し、トップダウン型の政策決定を好んだため、陳方安生は従来の公務員主導の政策決定を尊重するよう求めて、しばしば董行政長官と対立したと言われる。こうした事情もあり、2001年に政務司司長を辞任し、公務員を引退した。その直後、董行政長官は自身の権力を強化するため、高官問責制の導入を図った。
董行政長官が不人気であったため、引退後も香港市民の間では、彼女の人気がある程度残っていた。そのため、香港の民主派は2007年の行政長官選挙における候補者として、彼女の出馬を期待していた。彼女も行政長官選挙への出馬を考慮していることをほのめかしたが、結局、参戦を断念した。